# St. Gertraud (Halle)

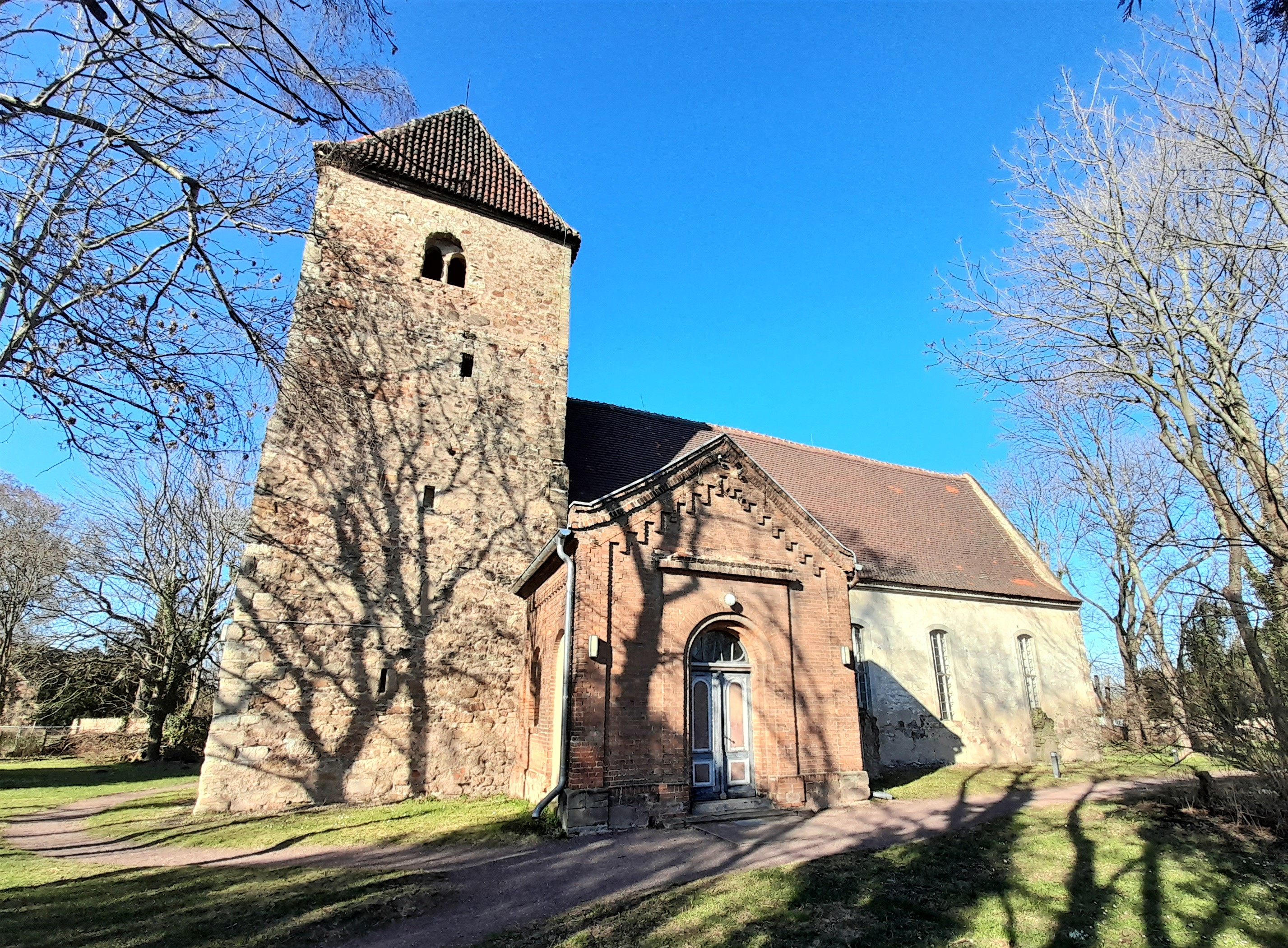
Ansicht von Süden mit der Vorhalle

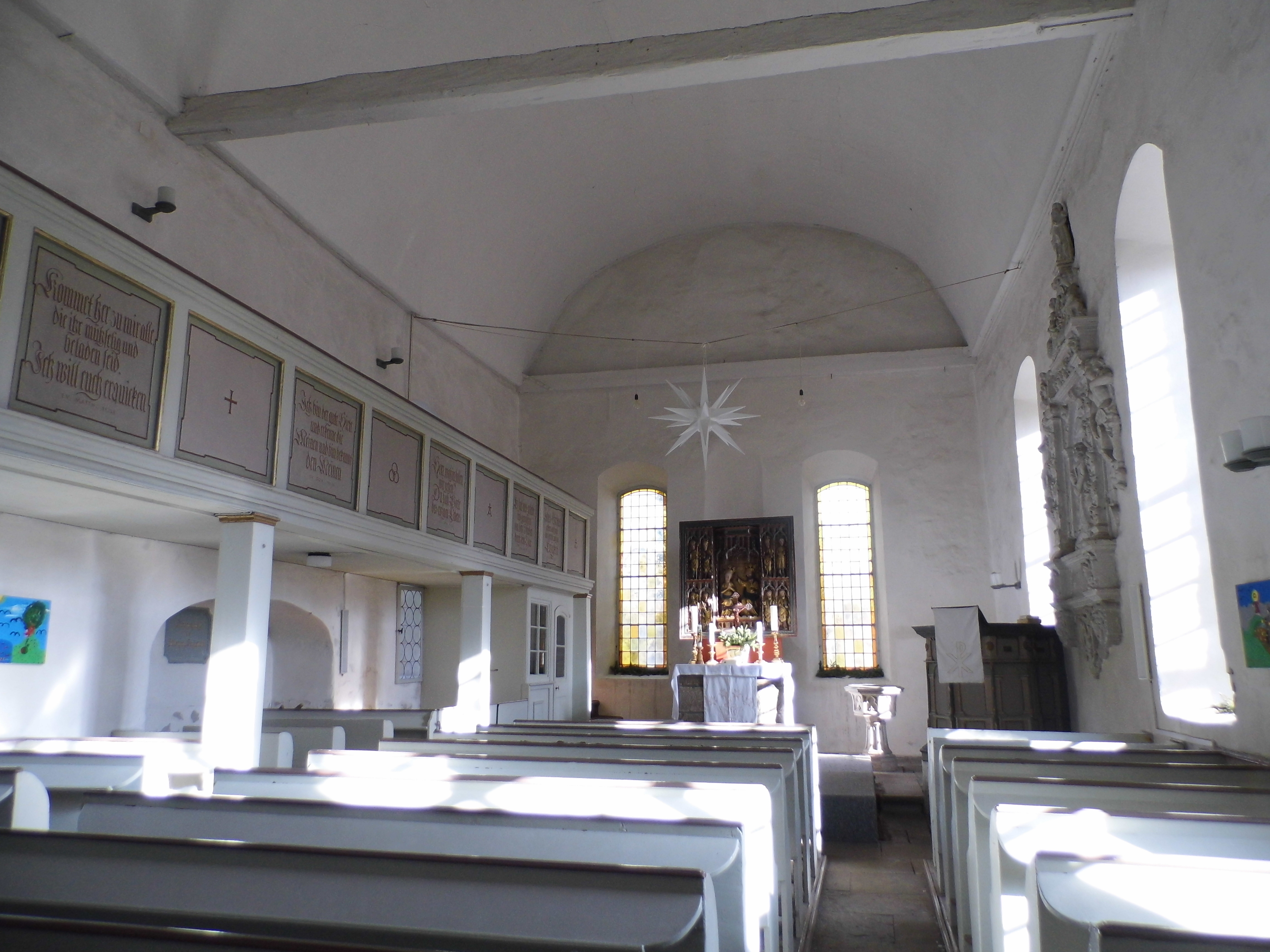
Blick in den Innenraum

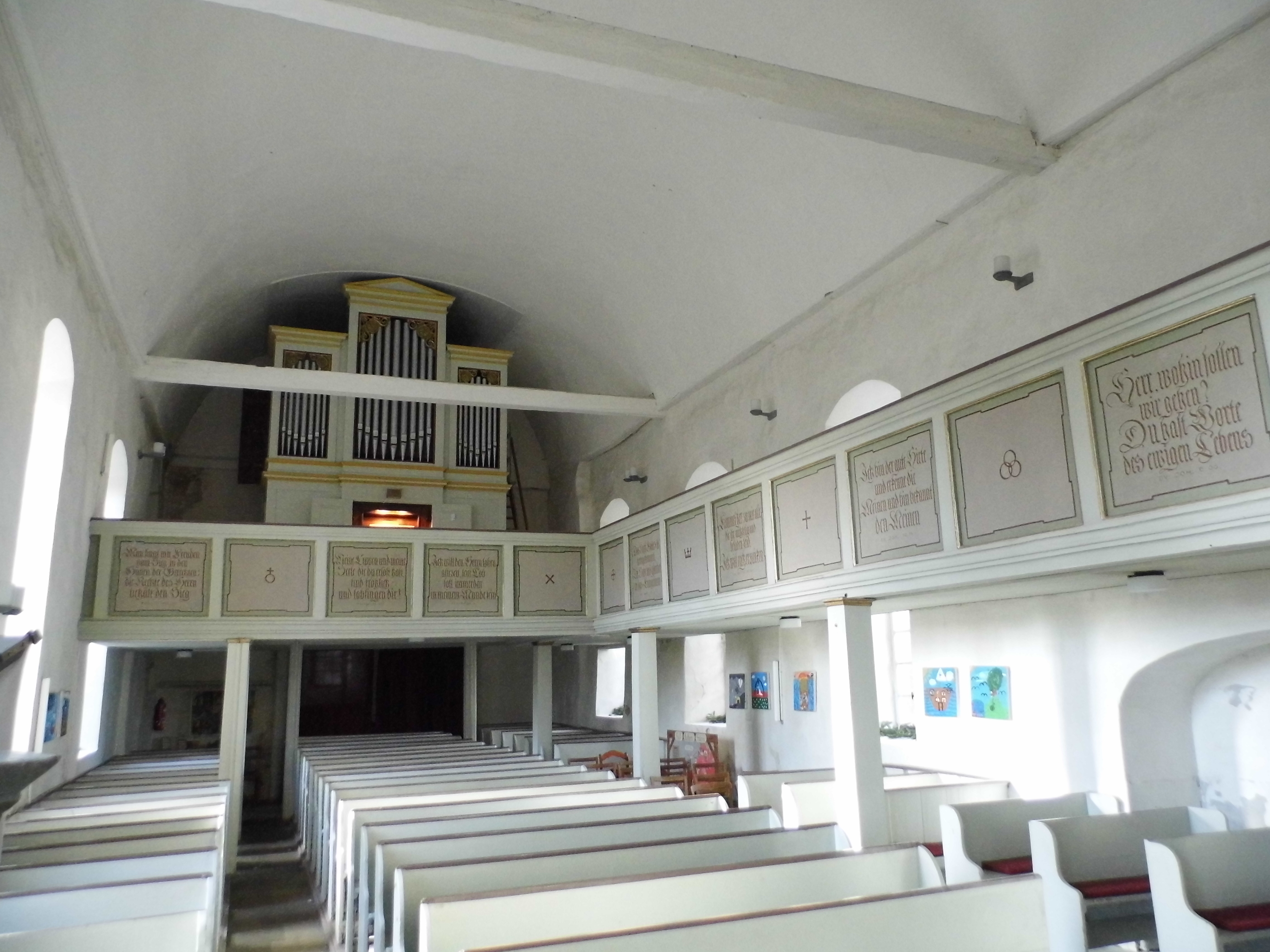
Blick zur Wäldner-Orgel

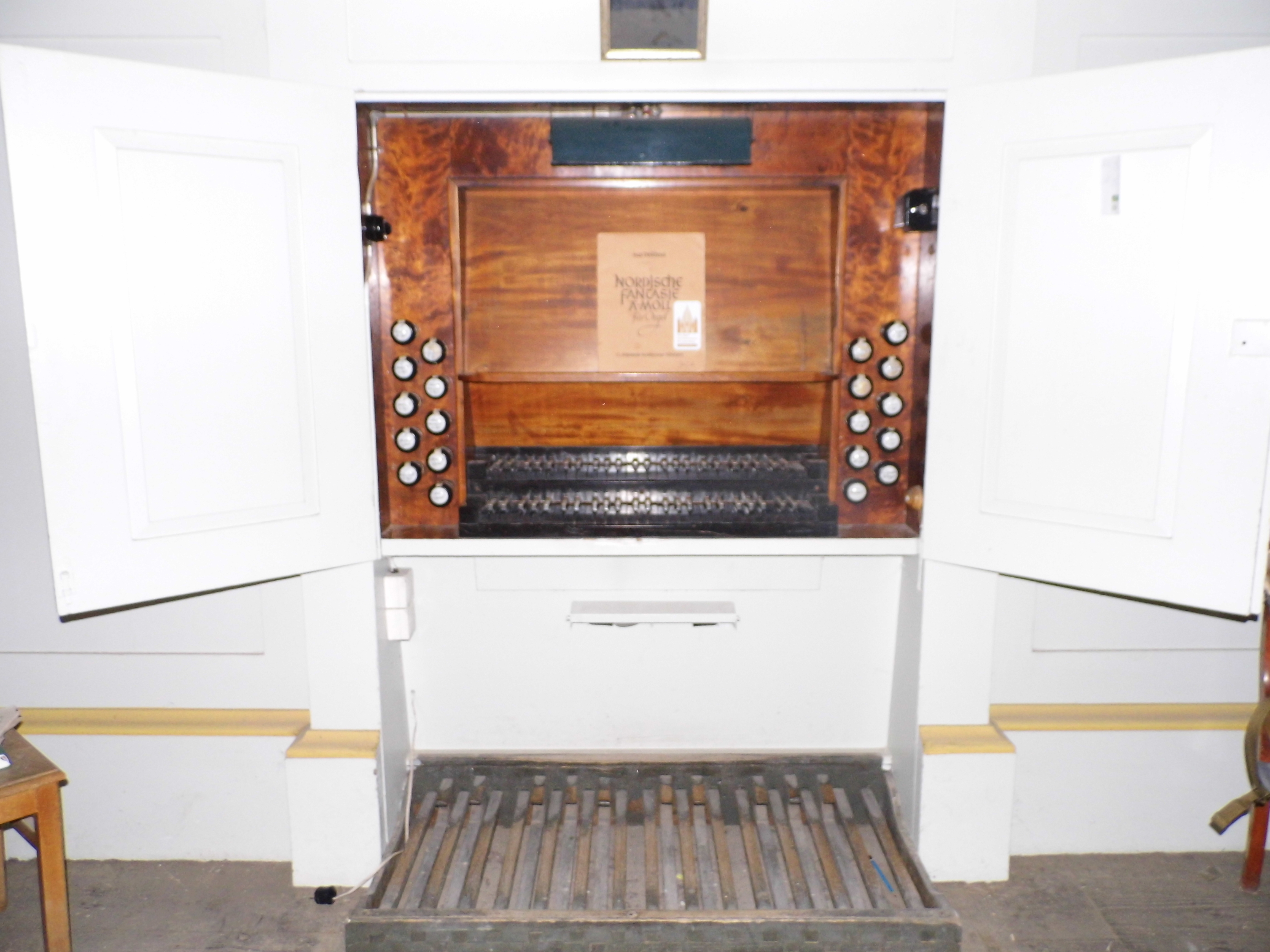
Spieltisch der Orgel

Die evangelische Kirche  St. Gertraud ist die Dorfkirche des ehemaligen Dorfes  Reideburg, heute ein Stadtteil im Stadtbezirk Ost von Halle (Saale). Die Kirchengemeinde  gehört zum Pfarrbereich Dieskau im Kirchenkreis Halle-Saalkreis der Evangelischen Kirche in Mitteldeutschland. Im Denkmalverzeichnis der Stadt Halle ist die Kirche unter der Erfassungsnummer 094 04959 verzeichnet.

## Geschichte
Bereits im 9. Jahrhundert zur Zeit der Slawenmissionierung soll eine erste hölzerne Kapelle als Mittelpunkt eines Burgbezirkes in Reideburg  errichtet worden sein, worauf auch das Patrozinium der Hl. Gertraud, einer beliebten fränkischen Kirchenpatronin, verweist. 
Die Kirche war bis 1357 dem Bistum Merseburg unterstellt, danach gehörte es bis zur Reformation zum Erzbistum Magdeburg. 
Um 1450 erhielt der ursprünglich romanische 22 Meter lange Kirchsaal ein gotisches Aussehen. 
In den Jahren 1724 und 1725 wurde die Kirche, wie viele andere in der Gegend, barockisiert. Es wurden unter anderem auf der neuen doppelgeschossigen Empore Logen für Adelsfamilien und reiche Bauern eingerichtet, die jedoch mit der teilweisen Beseitigung der Emporen während der umfassenden Renovierung der Kirche in den Jahren 1958 bis 1960 wieder entfernt wurden. 
1890 ist der südliche Backstein-Anbau als Vorhalle angefügt worden. Von 1995 bis 1996 wurde das Innere der Kirche renoviert.

## Beschreibung
Es handelt sich vom Ursprung her um eine ca. 1150 errichtete romanische – heute verputzte – Bruchsteinkirche. Aus dieser Zeit ist jedoch lediglich der massive Westquerturm mit großformatigen Eckquadern und Walmdach erhalten. Im Glockengeschoss findet man im Westen und Osten zwei romanische Zwillingsarkaden als Schallöffnungen.
Das Innere der Kirche ist seit der Barockisierung von einer verputzten Holztonne überwölbt.
Bemerkenswert ist das Altarretabel, der Mittelschrein eines Schnitzaltars aus der Zeit um 1430, das eine Marienkrönung zeigt. Der polygonale hölzerne Kanzelkorb auf der Südseite ist mit einem Ornament in Formen der Spätrenaissance verziert. Der achteckige Taufstein aus Sandstein mit der Gotik entlehnten Ornamenten stammt aus der Büschdorfer Kirche und wurde wahrscheinlich um 1900 geschaffen.
Auf der Westempore befindet sich seit 1847 eine mechanische Orgel mit 16 Registern auf zwei Manualen und Pedal aus der halleschen Werkstatt von Friedrich Wilhelm Wäldner. Das Instrument ist heute in einem restaurierungsbedürftigen Zustand und wurde in den 1990er Jahren neobarockisiert.
Der Kirchturm trägt heute drei Glocken, die größte wurde von Schilling aus Apolda gegossen, die beiden kleineren sind älteren Datums.